# Torre Abate
Torre Abate, o  Torre dell'Abate, è un'architettura idraulica destinata alla bonifica agraria inserita in un'area naturale del territorio di Mesola, nella frazione di Santa Giustina, che risale al XVI secolo.

## Storia

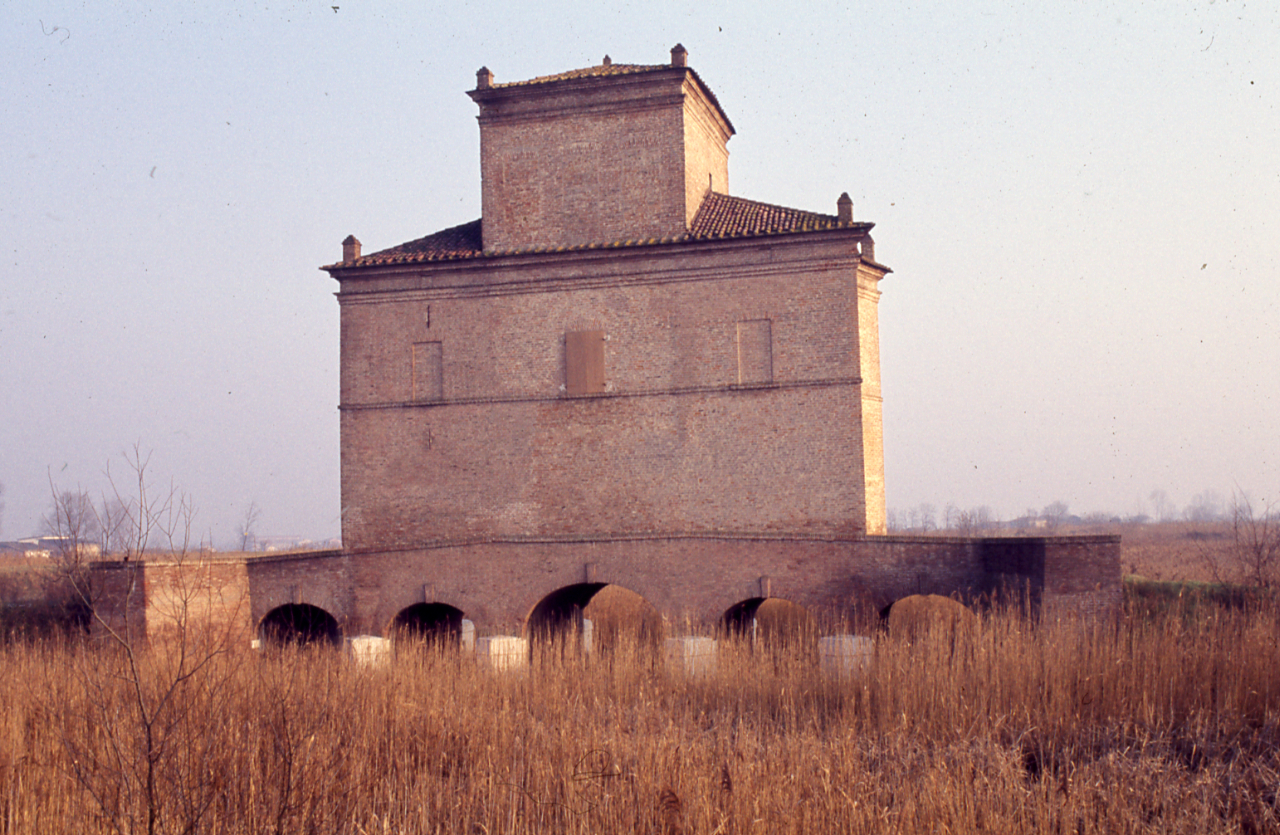
Torre Abate in un servizio fotografico di Paolo Monti del 1975.

Torre dell'Abate venne costruita come opera idraulica durante il XVI secolo per volere di Alfonso II d'Este nell'ambito delle sue iniziative per bonificare il territorio del ducato estense. Presto divenne parte della tenuta di Mesola, quindi proprietà ducale. Fu tra le ultime realizzazioni degli Este nel territorio delle provincia di Ferrara prima della devoluzione e del ritorno della giurisdizione sul territorio della Santa Sede.

## Descrizione
Si presenta con cinque grandi passaggi per l'acqua coperti da volte sui quali si appoggia una palazzina con struttura di torre. Il suo funzionamento in origine fu quello di una porta vinciana ma con il nuovo taglio di Porto Viro perse presto quella motivazione e divenne una struttura di difesa e controllo territoriale. La struttura è inserita in un ambiente vallivo con tipica vegetazione palustre.
Si presenta come torre isolata e solitaria in una parte di ambiente che ricorda come doveva essere al momento della sua costruzione, quando le valli erano molto più estese e prima che la Repubblica di Venezia modificasse in modo permanente il territorio per i suoi fini economici e politici già all'inizio del XVII secolo.

## Ambiente e turismo
Situata nell'area del delta del Po, la zona circostante è stata parzialmente recuperata e valorizzata durante gli anni sessanta e nei decenni successivi quindi sfruttata anche a fini turistici. Vittorio Emanuele III di Savoia vi si recò in visita già durante gli anni venti.